# 胡之楚
胡之楚（?—?），贵州黎平人，清朝官员，同進士出身。胡洴子。
乾隆二年（1737年）清高宗登極丁巳恩科進士，三甲一百七十七名，官廣東感恩縣知縣。